# Internationaal Maritiem Comité
Het Internationaal Maritiem Comité (Comité Maritime International, CMI) is internationale organisatie voor zeerecht. Het comité werd in 1897 opgericht als private organisatie.
Het kwam zover nadat de International Law Association (ILA) er eerder niet in was geslaagd om het internationale zeerecht in zijn geheel te codificeren. Twee congressen met dat doel, het Congrès international de droit commercial d'Anvers uit 1885 en het Congrès international de droit commercial de Bruxelles uit 1888, slaagden hier niet in. De ILA slaagde er in 1890 nog wel in om de York-Antwerp Rules over averij-grosse aan te nemen. Het werk bleek echter te omvangrijk voor de ILA en besloten werd om hier een gespecialiseerde organisatie voor op te richten. Bij de oprichting waren onder meer Louis Franck, Charles LeJeune en Auguste Beernaert betrokken.
In 1910 waren het Brussels Aanvaringsverdrag en het Brussels Bergingsverdrag de eerste verdragen die waren opgesteld door het CMI. Deze waren het resultaat van een serie van Brusselse Diplomatieke Zeerechtsconferenties die gehouden werden van 1905 tot 1979. Ook de Haagse Regels (1924) en de Haags-Visbysche regels (1968 en 1979) volgden uit deze conferenties.
Met de vorming van de Juridische Commissie van de Internationale Maritieme Organisatie (IMO) in 1967 verschoof een deel van de taak van het harmoniseren van internationaal privaatrecht met betrekking tot het zeerecht van het CMI naar deze Commissie. In veel gevallen heeft het CMI daarna nog wel bijgedragen aan het tot stand komen van verdragen.
Verdragen waarbij het CMI betrokken was zijn:
- Brussels Aanvaringsverdrag, 1910
- Aanvaringsbevoegdheidsverdrag (Burgerlijke Zaken), 1952
- Aanvaringsbevoegdheidsverdrag (Strafzaken), 1952
- Brussels Bergingsverdrag, 1910
- Bergingsprotocol, 1967
- Bergingsverdrag (SALVAGE), 1989
- Internationaal Verdrag tot eenmaking van enige regelen betreffende de beperking van de aansprakelijkheid van eigenaren van zeeschepen, 1924
- Aansprakelijkheidsbeperkingsverdrag, 1957
- Verdrag inzake beperking van aansprakelijkheid voor maritieme vorderingen (LLMC), 1976
- Verdrag Nucleaire Schepen, 1962
- Internationaal Verdrag inzake de wettelijke aansprakelijkheid voor schade door verontreiniging door olie (CLC), 1969
- Cognossementsverdrag (Haagse Regels), 1924
- Cognossementsprotocol (Haags-Visbysche Regels), 1968
- Rotterdamse Regels, 2008
- Scheepsvoorrechtenverdrag, 1926
- Staatsschepenverdrag, 1926
- Brussels Beslagverdrag, 1952
- Verstekelingenverdrag, 1957
- Passagiersverdrag, 1961
- Verdrag van Athene inzake het vervoer van passagiers en hun bagage over zee (PAL), 1974